# Rathaus Wald
Das Rathaus Wald ist das ehemalige Rathaus der einstmals selbständigen Stadt Wald, die heute ein Stadtteil von Solingen ist. Das denkmalgeschützte Gebäude im Stil der Nordischen Renaissance wurde von 1891 bis 1892 errichtet. Nachdem die Stadt Wald 1929 in die Stadt Solingen eingemeindet worden war, war das Gebäude eine Außenstelle der Solinger Stadtverwaltung. 2010 verkaufte die Stadt Solingen das Rathaus an die Firma Planbau Schwaben, die es sanierte und zum Bürocenter für Dienstleister umgestaltete.

## Vorgeschichte
Das Amt des Bürgermeisters in Wald wurde von 1817 bis 1848 von den Merscheider Bürgermeistern Peter Daniel Köller (bis 1837) und Franz von Falderen in Personalunion ausgeübt.:275 Die Bürgermeister dieser Periode wohnten in Weyer in der Honschaft Merscheid,:46. Dieser Wohnplatz lag an der 1753/1754 gebauten Landstraße Rheinweg von Ohligs nach Wald,:135 die dem schon seit dem 13. Jahrhundert genutzten Weg vom Kloster Gräfrath zum Hafen Monheim am Rhein folgte.:92 Die Bürgermeisterei Wald, ab 1856 Stadt, hatte lange kein eigenes Verwaltungsgebäude. Die Büros befanden sich in zwei gemieteten Privaträumen, die Versammlungen fanden in Gaststätten statt.
Für den Bürgermeister Carl Theodor Alvermann stellte sich dann das Problem, dass er für sich und seine Familie keine geeignete Mietwohnung in Wald finden konnte. Daraufhin beschlossen die Stadtverordneten 1869 den Bau eines Hauses für Büros und Dienstwohnung des Bürgermeisters. Das Budget für Grundstückskauf und Hausbau wurde auf 6.000 Taler festgesetzt. Die Bezirksregierung in Düsseldorf hielt allerdings den Neubau nicht für notwendig. Bei der Baufinanzierung gab es außerdem das Problem, dass die Sparkasse des Kreises Solingen, an der Wald beteiligt war, die Einlage von 3500 Talern nicht auszahlen wollte. Erst als Wald den Oberpräsidenten der Rheinprovinz einschaltete, wurde das Geld von der Sparkasse freigegeben.
Das Baugrundstück an der Altenhofer Straße wurde von der evangelischen Kirchengemeinde erworben. Der Grundstein wurde am 13. Juli 1870 gelegt, und am 1. August 1871 wurde das Gemeindehaus, wie das Gebäude genannt wurde, eingeweiht. Nach Bürgermeister Alvermann zog dort 1888 Bürgermeister Gottlieb Heinrich mit Familie ein. Nach dem Bezug des neuen Rathauses 1892 wurde das Gebäude an der Altenhofer Straße zuerst Höhere Stadtschule und ab 1899 Höhere Schule für Mädchen. Danach diente es als Hilfsschule und dann als Dienstgebäude der Ortsgruppe Wald der NSDAP. Nach 1945 gehörte es zur Volksschule, bevor es zusammen mit dem benachbarten Schulgebäude abgerissen wurde.:62

## Bau des Rathauses
Am 2. Oktober 1888 wurde der in der Gemeindeverwaltung erfahrene Bürgermeister Gottlieb Heinrich in sein neues Amt in Wald eingeführt. Am Beginn seiner Amtszeit stand die Schaffung eines Stadtwappens. Seit der Verleihung der Stadtrechte 1856 hatte sich die Einwohnerzahl bis 1889 verdoppelt. Als die Korkenzieherbahn von Vohwinkel aus am 16. November 1887 Wald erreichte und 1890 nach Solingen weitergeführt wurde, war dies der Beginn einer zeitweise sprunghaften industriellen Entwicklung der Stadt Wald.:34ff. So entstand der Wunsch nach einem repräsentativen Rathaus. Am 24. April 1890 beschlossen die Stadtverordneten den Neubau und beauftragten den Architekten Paul Junker mit der Planung und der anschließenden Bauleitung. Von den Eheleuten Hupperts wurde an der Kaiserstraße 194 (heute Friedrich-Ebert-Straße 75/77) ein Grundstück erworben, wo am 18. April 1891 der Grundstein gelegt wurde. Am 2. Juni 1892 wurde das neue Rathaus bezogen. Bürgermeister Heinrich zog mit seiner Familie am 15. Juni 1892 von der Altenhofer Straße in seine neue Dienstwohnung. Davor war bereits der Polizeisergeant Ernst Blasberg samt Familie dort eingezogen. Die Stadtverordnetenversammlung tagte erstmals im neuen Sitzungssaal am 7. Juli 1892. Die Baukosten betrugen 138.616 Mark. In dem Neubau war auch die Walder Sparkasse untergebracht,:62ff. die am 1. Januar 1871 eröffnet worden war.:37

## Architektur und Bauschmuck

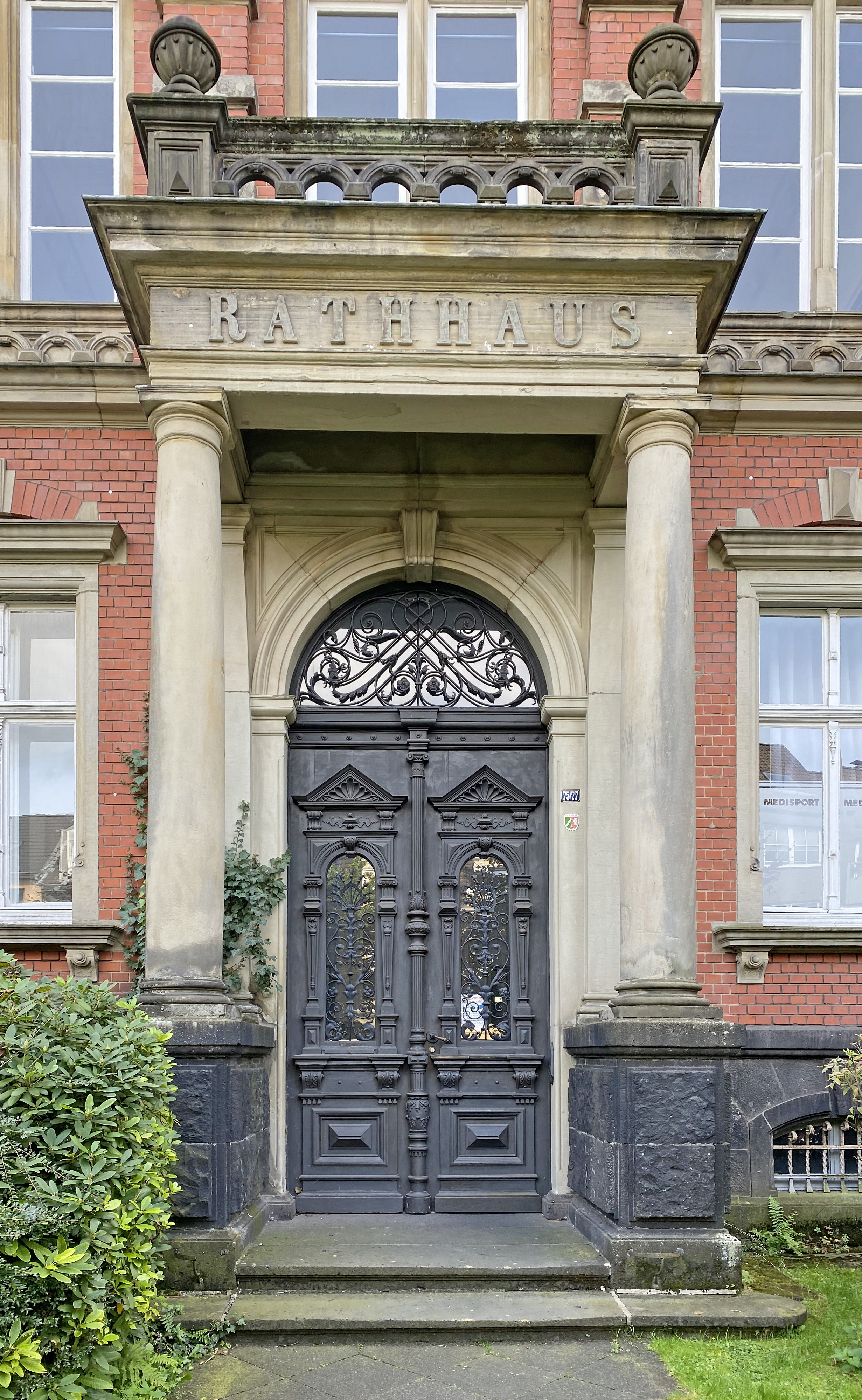
Portal

Das neue Rathaus wurde etwas zurückversetzt von der Straße als zweigeschossiges Gebäude auf einem massiven Natursteinsockel errichtet. Von den neun Achsen wurden bei den rechten und linken drei Achsen zwei Gebäudeflügel nach hinten angesetzt, zwischen denen das außenliegende Treppenhaus platziert wurde. Die Verwaltungsräume lagen im Erdgeschoss, Im Obergeschoss befanden sich die Dienstwohnung und der Salon des Bürgermeisters sowie der Sitzungssaal. Im Stil der Nordischen Renaissance wurde der Bau mit Ziegeln verblendet und durch Sandsteinschmuckformen am Giebelgesims und den Fenstergewänden gegliedert. Der Mittelrisalit über drei Achsen der Frontfassade wurde geprägt durch den Haupteingang, der eingerahmt wurde durch ein Säulenpaar, auf dem ein Balkon ruhte. An dem Portal wurde der Schriftzug Rathhaus in der damals in Preußen geltenden Schreibweise angebracht. Der Balkon konnte vom Repräsentationssalon des Bürgermeisters aus betreten werden. Der Salon war durch hohe Rundbogenfenster und die Pilastergliederung der Fassade hervorgehoben. Der links daneben liegende Sitzungssaal konnte dagegen nicht an der Fassade abgelesen werden. Auf den Mittelrisalit wurde ein Dreiecksgiebel mit einer Sandsteinbekrönung aufgesetzt, in dem drei kleinere Rundbogenfenster durch eine Verdachung zusammengefasst wurden, über der die Rathausuhr angebracht wurde. Die Seitenfassaden bekamen jeweils einen zweiachsigen Mittelrisaliten mit bekröntem Dreiecksgiebel, der zwei Rundbogenfenstern hatte. Die anderen Fenster des Obergeschosses an der Haupt- und an den Seitenfassaden erhielten jeweils Dreiecksgiebel vor dem Rundbogen im Mauerwerk, während es im Erdgeschoss nur jeweils ein einfaches Gesims war. Die Dachgauben wurden als dem Barock entlehnte Welsche Hauben gestaltet. Das schiefergedeckte Dach wurde durch eine stark verzierte Gitterkonstruktion auf dem Dachfirst abgeschlossen.:63f.

## Frühe Um- und Anbauten
Von 1889 bis 1905 verdoppelte sich die Einwohnerzahl der Stadt Wald noch einmal.:34 Das Rathausgebäude war inzwischen zu klein. Im September 1903 beschlossen die Stadtverordneten einen Anbau zu errichten. 1905 entstand der an das Hauptgebäude stilistisch angepasste Ostflügel, in den neben dem Bauamt die Stadtkasse und die Sparkasse einzogen und der 50.439 Mark kostete. Nachdem die Sparkasse 1914 ein eigenes Gebäude bezogen hatte, wurden ihre Räume im Anbau durch Setzen von Wänden in Büros umgewandelt.:65ff.
Nach dem Ende des Ersten Weltkriegs ergaben erst sich erst einmal politische Turbulenzen im Rathaus. Die seit 1919 im Stadtrat mit absoluter Mehrheit dominierende USPD nutzte im März 1920 das Umfeld des Kapp-Putsches, um Bürgermeister Heinrich abzusetzen und anschließend eine Rätediktatur zu errichten. Die britische Besatzungstruppe verhinderte dies. Sie ließ die roten Fahnen wieder vom Rathaus entfernen und setzte Heinrich wieder ein.:380 Bürgermeister Heinrich zog sich trotzdem noch im gleichen Jahr aus dem Amt zurück. Kommissarisch führte der Beigeordnete Carl Schneider die Amtsgeschäfte. Am 17. Oktober 1921 wurde Wilhelm Seynsche Bürgermeister. 1921 wurden die rechten Dachgeschossräume und die Bürgermeisterwohnung zu Büros umgebaut. Dadurch entstanden auf dieser Dachseite verbundene Dachgauben. Außerdem wurde die Gitterkonstruktion auf dem Dachfirst entfernt. Die 1922 in einem Rathausraum untergebrachte Stadtbibliothek zog im September 1926 wieder aus, nachdem für sie ein eigenes Haus gefunden worden war.:65ff.

## Nutzung nach der Eingemeindung
Nachdem die Stadt Wald 1929 in die Stadt Solingen eingemeindet wurde, zog der ehemalige Walder Bürgermeister Seynsche, der Solinger Beigeordneter geworden war, mit den Dezernaten der Schul- und Steuerverwaltung nach Solingen. Dafür wurden im Walder Rathausgebäude die Rechtsabteilung, das Versicherungsamt und die Polizeiverwaltung untergebracht, die teilweise aus dem Gräfrather Rathaus kamen. 1940 zog die gesamte Bauverwaltung in das Rathaus, das nunmehr an der Göringstraße lag, obwohl ein geplanter Anbau 1939 nicht genehmigt wurde. Im Zweiten Weltkrieg nutzten neben den Bediensteten auch Teile der Walder Bürger die Luftschutzräume im Rathaus, wobei wahrscheinlich auch die Gefangenzellen im Keller dafür genutzt wurden.:67f. In den letzten Kriegsmonaten konzentrierte sich die Solinger Zivilverwaltung in Wald. Der Bürgermeister Rudolf Brückmann hielt sich meistens im Walder Rathaus auf.:443f.
1952 wurde weitere Bürofläche geschaffen, indem am Anbau von 1905 das Dach des Hinterhauses ausgebaut wurde. Zu Aktenkellern wurden Räume im Untergeschoss, auch die ehemalige Waschküche.:68
Am 21. Februar 1991 wurde das ehemalige Rathaus unter Denkmalschutz gestellt. Während der Restaurierung von 1992 bis 1993 wurden im ehemaligen Salon des Bürgermeisters Zwischenwände und die abgehängte Decke entfernt. Das dabei entdeckte umlaufende Stuckband wurde zum Teil erneuert. In der Mitte der Decke entstand eine Rosette als Geschenk des Stuckateurs an die Stadt. Als 1997 der Reprodienst der Stadt einzog, wurde wieder umgebaut. 1999 wurden weitere Büros anstelle der Kantine im Erdgeschoss und der Hausmeisterwohnung im Dachgeschoss eingerichtet. Im Sommer 2007 scheiterten Gespräche der Stadt mit einem Investor, der in Wald das Rathaus, den Stadtsaal und das ehemalige Schulgebäude Roter Esel kaufen wollte. Bis zuletzt befanden sich im Rathaus Wald noch verschiedene Abteilungen der Bereiche Planung, Mobilität, Denkmalpflege bzw. Vermessung, Kataster, die im September 2008 in den Neubau des Solinger Rathauses umzogen.:70f.
Im September 2009 wurde bekannt, dass die Firma Planbau Schwaben aus Stuttgart das Rathaus kaufen wollte, um darin ein Zentrum für virtuelle Produktentwicklung einzurichten, in dem kostspielige CAD-Software auch für kleine und mittlere Unternehmen kostengünstig verfügbar sein sollte. Auf einem Viertel des 4233 m² großen Grundstücks, dem Parkplatz am Walder Stadtpark hinter dem Rathaus, sollten Eigentumswohnungen entstehen. die sich auf vier Townhouses, drei Familienwohnungen und zwei Penthouselofts verteilen sollten. Der Bauträger wollte fünf bis sechs Millionen Euro investieren. Das geplante Zentrum sollte weder eine Konkurrenz zum Bergischen Institut im Forum Produktdesign noch zum Gründer- und Technologiezentrum im ehemaligen Fabrikgebäude der Fa. Friedrich Herder Abraham Sohn sein. Ende 2010 teilweise eröffnet dauerten die Sanierungsarbeiten länger als geplant, so dass Anfang 2012 nur 60 Prozent der Büroflächen vermietet waren. Der alte Salon des Bürgermeisters war zum Präsentationsraum für alle Mieter umgestaltet worden. Der Neubau hinter dem Rathaus kam angesichts unterschiedlicher Vorstellungen von Investor und Stadt, die den Bebauungsplan hätte ändern müssen, bis auf weiteres nicht zur Umsetzung. Im März 2012 gründeten die Mieter den Verein Altes Rathaus e. V. als Plattform für die Vernetzung untereinander und mit den Geschäftsleuten im Stadtteil. Anfang 2013 wurde die Sanierung des Rathausgebäudes, die 2,5 Millionen Euro kostete, damit abgeschlossen, dass eine zweite Wärmeschutzverglasung in den Innenlaibungen der 180 Fenster eingebaut wurde. Im Keller waren fünf Musik-Probenräume für Bands entstanden.
Nach einer Zwangsversteigerung des Gebäudes im Juni 2019 erwarben die Görlitzer SAM Invest AG sowie die Walder Ern-Gruppe das ehemalige Rathaus. Die neuen Eigentümer setzten in dem Gebäude ein Coworking-Konzept um, das sich insbesondere an Jungunternehmer und Gründer richtet. Kleinere bauliche Veränderungen wurden vorgenommen, auch der Rathaus-Schriftzug über dem Portal ist seither wieder sichtbar.:73